# 모권제

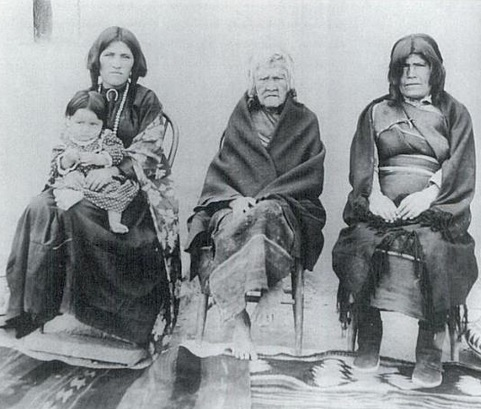
1901년 호피테와족의 남표, 어머니 화이트콘, 장녀 애니 힐링, 손녀 레이첼과 함께

모권제(母權制, 영어: matriarchy 매트리아키[*]), 또는 가모장제(家母長制)는 부권제의 반대 개념으로, 어머니 또는 여성 최연장자가 가족의 우두머리가 되는 사회 조직이다. 모권제 사회에서는 가문이나 혈통도 여성을 따라 전해지고, 국가를 통치하는 것도 여성 또는 여성들이다. 대중적으로는(피플스와 베일리에 따르면), 단순히 “여성우월”이라는 의미로 사용되기도 한다.
문화인류학에서는 모권제를 “가족, 사회, 조직, 그 외의 것들이 여성 또는 여성들에 의해 지배되는” “문화 또는 공동체”라고 정의한다. 해빌랜드(W. A. Haviland)에 따르면, 일반인류학에서의 모권제란 “여성에 의한 지배”로 정의된다. 모권제란 여성, 특히 어머니가 정치적 지도력, 도덕적 권위, 재산의 통제권의 중심 역할을 하고 있는 사회를 말하며, 어떤 사회를 여성이 이끌게 된 경우가 있다 하더라도 이것이 모두 모권제인 것은 아니다. 커즈너(L. A. Kuzner)에 따르면 래드클리프브라운이 1924년 부권제와 모권제는 모두 “논리적으로나 경험적으로나 실패 … 과학적 유용성을 갖기에는 너무 모호”한 개념이라고 주장했다. 대부분의 사회에서 정도의 차이는 있지만 가족 내에서의 권위 또는 정치권력은 남성의 소유였고, 모권제의 존재 자체에 의심이 제기됨에 따라 통상적인 용법으로서의 부권제와 모권제라는 용어는 의미를 잃어가고 있다.

## 신화 속의 사례
신화 속의 모권 사회로는 아마조네스가 대표적이다. 필리스 체슬러에 따르면 “아마존 사회에서는 여성이 … 어머니이자 사회의 유일한 정치적 종교적 지도자들이었”고, 전사와 사냥꾼들도 여자들 뿐이었다. 헤로도토스는 사르마티아인들이 아마조네스와 스키타이의 후예라고 썼으며, 사르마티아의 여성들은 “남편과 함께 말등에 타서 사냥을 하고, 전쟁터에서는 수비를 맡고, 남자들과 다름없는 옷을 입”는데, 이것이 고대의 전통에서 계승된 것이라고 했다. 또한 헤로도토스는 사르마티아의 “소녀는 전쟁터에서 남자를 죽여보기 전까지 결혼을 할 수 없”었다고 썼다. 아마조네스는 고대 후기까지 그리스-로마인들에게 역사적 실체로 생각되었다. 중세에는 아마조네스가 유럽 북부에 존재했었다고 믿었는데, 아다무스 브레멘시스는 발트해, 파울루스 디아코누스는 게르마니아 중심지로 그 위치를 비정했다.

## 역사적 실증

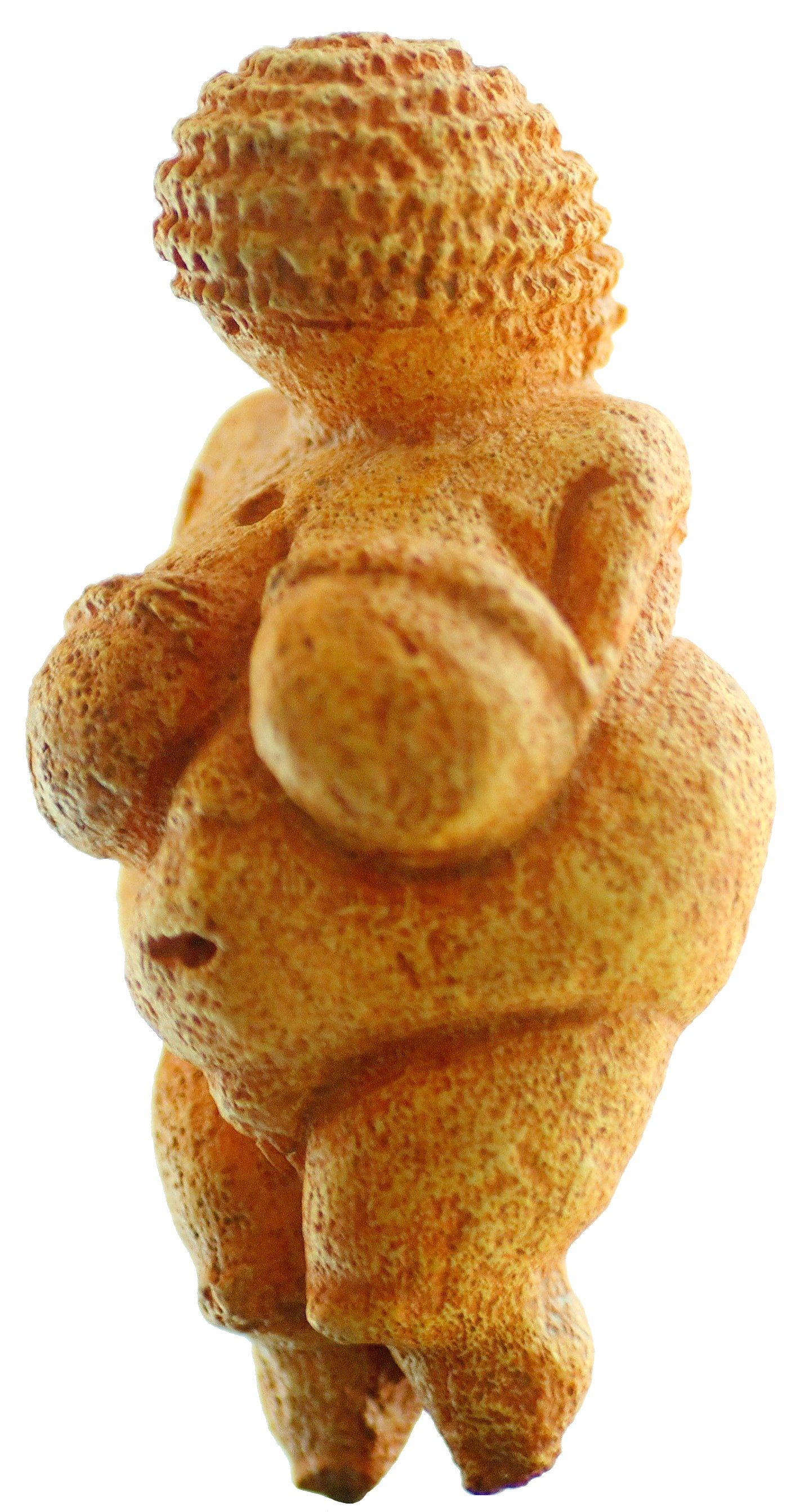
비너스 폰 빌렌도르프, 비너스상

명료한 모권제 사회라고 단언할 수 있는 사회는 존재한 바 없다는 것이 주류 인류학계의 견해이다. 아도바시오(J. M. Adovasio), 소퍼(O. Soffer), 페이지(J. Page)는 지금까지 알려진 사회들 중 진정한 의미에서 모권 사회는 없었다고 말한다. 인류학자 뱀버거(J. Bamberger)는 어떠한 사료에도 여성이 우월한 위치를 점한 사회가 존재한다는 증거는 없다고 주장한다. 해빌랜드(Haviland)에 따르면, 남성의 사회 지배 이전에 여성의 사회 지배가 있었다는 주장은 “19세기 지식인들”에 의해 지지받았다. 이 설은 20세기까지 살아남아 여성주의, 특히 제2세대 여성주의의 맥락에서 사용되었다. 그러나 모권제 가설은 오늘날 대부분 평가절하되고 있으며, 전문가들은 이 설이 완전히 틀렸다고 말한다.
원시모권사회라는 개념을 둘러싼 논쟁은 1861년 바흐오펜이 쓴 『모권: 고대 여성지배의 종교적 및 법적 성격 연구』라는 책에서 시작된다. 바흐오펜은 부권제 사회가 도래하기 전에 모권제 사회가 있었으나, 모권제 원시사회는 사랑과 모성에 기반한 사회라는 단점이 있기에 이성에 기반하는 부권제 문명사회로 진화하고 대체되었다고 주장했다. 바흐오펜의 사회진화이론에 여러 세대의 민족학자들이 혹했으며, 해리슨 등 많은 학자들이 신화, 구전 전승, 신석기 시대의 여성 우상 등을 근거로 고대의 사회는 모권제 사회였다, 또는 우리가 알고 있는 고대 문화가 있기 전에 오랫동안 모권제 사회가 존재했다고 주장했다. 베젤(U. Wesel)에 따르면, 바흐오펜의 신화 해석은 성립하지 않는 이론임이 밝혀졌다. 바흐오펜 이후 해리슨, 에번스, 버켓, 멜라르트 등의 그리스로마학자들은 바흐오펜의 영향을 받아 그리스 원시 사회에서 모권종교의 증거를 찾으려고 했다. 역사학자 맨에 따르면, 2000년 현재 원시모권사회 단계의 실존이 설득력 있다고 생각하는 학자는 거의 없다.
모쒀족을 비롯한 일부 소수민족들이 가모장제 사회로 유명하지만, 많은 학자들은 이들이 가모장제 사회라기보다 단순 모계제 사회라고 판단한다.

## 여성주의에서의 사용
모권제 개념은 인류학에서는 거의 폐기되었지만 여성주의 개념으로 명맥을 유지하고 있다.
엘리자베스 캐디 스탠턴, 마거릿 풀러 등(둘 중 누가 먼저인지는 불확실함)의 제1세대 여성주의 담론이 모권제를 처음 소개했고, 이 담론에 마틸다 조슬린 게이지도 참여했다. 1871년 빅토리아 우드헐은 미합중국 정부에 여성이 들어가지 못한다면 새로운 헌법과 정부가 1년 안에 만들어질 것이라고 남자들에게 엄포를 놓았다. 그리고 평등권에 근거하여 그녀는 1872년 대통령 후보에 출마했다. 샬롯 퍼킨스 길먼은 1911년과 1914년에 “여성중심적인, 보다 어머니 중심적인 세상,” “여성이 운영하는 정부”를 만들자고 주장했다. 길먼은 남자와 여자가 서로 다른 특질을 가지고 있기에 양성이 모두 “유용”하며, 양성이 모두 정부를 운영하며 상호 협력해야 한다고 주장했다.
James Penner 교수에 따르면 문화여성주의에는 “모권 숭배”(matriarchal worship) 개념이 포함되어 있다.
급진적 여성주의에서는 가부장제가 만악의 근원이라고 본다. 극소수 여성주의자(대개 급진적 여성주의자들)은 남녀 양성으로 이루어진 사회를 통치하는 것은 여성이 되어야 한다고 주장했다.

## 같이 보기
- 부권제

## 참고 자료
- Eller, Cynthia, The Myth of Matriarchal Prehistory: Why an Invented Past Won't Give Women a Future (2001 (ISBN 0-8070-6793-8))
- Gimbutas, Marija, The Language of the Goddess (1991)